# Royal League
La Royal League fu un torneo calcistico scandinavo che si è disputato annualmente alla fine della stagione agonistica danese, svedese e norvegese. Vi partecipavano i primi quattro club dei campionati danese, svedese e norvegese.
La prima edizione si è disputata nel 2004-2005 e ha visto il successo dei danesi del FC Copenaghen contro gli svedesi de IFK Göteborg, nella finale disputata il 26 maggio 2005.
La seconda edizione ha visto ancora una volta vincitori i giocatori del FC Copenaghen, che hanno sconfitto in finale la squadra norvegese del Lillestrøm S.K. il 6 aprile 2006.
La terza edizione ha vista giocare la finalissima fra le due squadre danesi, il Brøndby IF e l'FC Copenaghen, con la vittoria dei primi per 1-0.
Per il terzo anno consecutivo il titolo di Campione di Scandinavia è stato così vinto da una squadra danese.

## Regolamento
Alla manifestazione si qualificano le squadre classificate dal 1º al 4º posto nei campionati danesi, svedesi e norvegesi.
I dodici club vengono suddivisi in tre gironi, che contemplano sfide di andata e ritorno per giocarsi la qualificazione al turno successivo. Al termine della prima fase, i primi due club di ogni girone più i due migliori classificati in terza posizione accedono ai quarti di finale. A questo punto si procede ad eliminazione diretta, con sfide di andata e ritorno, fino alla finale, che si disputa invece in una partita unica.

## Albo d'oro
| Anno                                 | Finale        | Finale      | Finale          |
| Anno                                 | Vincitore     | Risultato   | 2º posto        |
| ------------------------------------ | ------------- | ----------- | --------------- |
| 2004-2005 Stadio Parken, Copenaghen  | FC Copenaghen | 12 - 11 dcr | IFK Göteborg    |
| 2005-2006 Stadio Ullevi, Göteborg    | FC Copenaghen | 1 - 0       | Lillestrøm S.K. |
| 2006-2007 Stadio Brøndby, Copenaghen | Brøndby IF    | 1 - 0       | FC Copenaghen   |